# Tricholathys relicta
Tricholathys relicta is een spinnensoort in de taxonomische indeling van de kaardertjes (Dictynidae).
Het dier behoort tot het geslacht Tricholathys. De wetenschappelijke naam van de soort werd voor het eerst geldig gepubliceerd in 2001 door Ovtchinnikov.